# برايان وايزمان
برايان وايزمان هو لاعب هوكي الجليد كندي، ولد في 13 يوليو 1971 في تشاتام كينت في كندا.

## وصلات خارجية
- برايان وايزمان على موقع دوري الهوكي الوطني (الإنجليزية)
- برايان وايزمان على موقع EliteProspects.com (الإنجليزية)
- برايان وايزمان على موقع HockeyDB.com (الإنجليزية)
- برايان وايزمان على موقع Hockey-Reference.com (الإنجليزية)